# Vz. 50
Vz. 50 (також відомий як CZ 50) — чехословацький напівавтоматичний пістолет подвійної дії. Vz — це абревіатура чеського (як і словацького) терміна «vzor», що означає зразок.

## Історія

### Будова
Після Другої світової війни Міністерство внутрішніх справ Чехословаччини замовило нову конструкцію пістолета у компанії Česká zbrojovka Uherský Brod. Новий пістолет був розроблений під набій .32 ACP двома братами Яном і Ярославом Кратохвілами. Він поєднував елементи Walther PP і PPK. Живлення пістолета здійснюється з 8-патронного магазина з одним набоєм в бакелітовому руків'ї. Малі фіксовані прицільні пристосування розташовані зверху на затворі. Пістолет функціонує за принципом відбію вільного затвора — тиск газу від палаючого пороху одночасно змушує гільзу ковзати назад і штовхає кулю вперед у стволі. Після того, як затвор досягає кінця свого ходу назад, поворотна пружина повертає затвор у переднє положення, знімаючи та викидаючи новий патрон із магазина, роблячи пістолет готовим до повторного пострілу. Курок та ударно-спусковий механізм буває одинарної та подвійної дії.

### Виробництво
Vz. 50 продавалися комерційно, але більшу частину розподілили серед поліцейських установ, підконтрольних Міністерству внутрішніх справ. Спочатку їх виробляли в Стракониці, а потім в Угерському Броді. Виробництво завершилося в 1970 році з удосконаленням пістолета в нову модель, відому як Vz. 70.

## Маркування

### Серійні номери
Серійні номери починаються з 650001, починаючи з припиненого vz. 27 діапазону серійних номерів. Пістолети, виготовлені на заводі Страконіце, мають діапазон 740 000. Пістолети, виготовлені в Угерському Броді, мають 5-значний серійний номер, якому передує літера (яка може змінюватися в середині номерного ряду).

### Клеймо дати
На Vz.70 дві останні цифри року виробництва вибиті на лівій задній частині затворної рами поруч із пробним штампом (лев, накладений на «N»).

### Клеймо державної власності
Vz 50 із клеймом із схрещеними мечами вказує на те, що вони були державною власністю.

## Варіанти
У 1970 році оновлення Vz. 50 було випущено з невеликими косметичними змінами та внутрішніми вдосконаленнями під назвою Vz. 70 (також відомий як CZ 70). These changes included:
- Нова форма руків'я з більшою виїмкою (називається «танґ») для перетинки між великим пальцем і рукою.
- Фрезерування на спусковій скобі було змінено на більш змішане злиття з рамою, прибрані гострі кути.
- Новий малюнок руків'я з використанням сітки ямок замість канавок.
- Верхня частина затворної рами вигравірувана дрібним візерунком хвилі для зменшення відблисків.
- Серійний номер вибитий на затворній рамі під отвором викиду, а не позаду нього.
- Зазубрини затворної рами ширші і їх більше.
- Важіль знімання із запобіжника має штрихований хрест замість рифленої поверхні.
- Більший курок з отвором.
- Менший випуск магазина.
- Магазини мають нову основу з більш кутастою та менш вигнутою формою.
- Подовження руків'я через модифіковану пластину на магазині (для мізинця).